# Streicheln

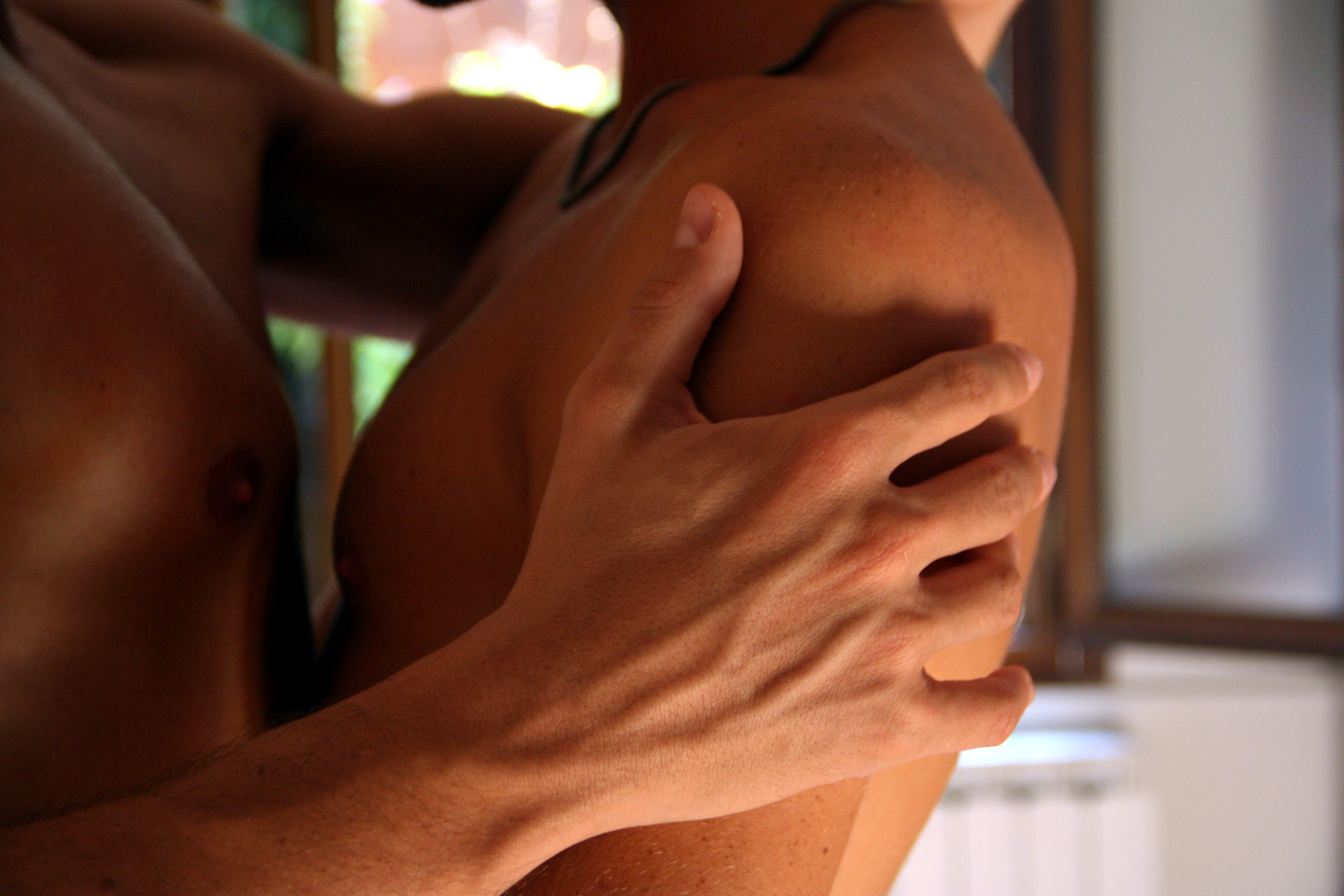
Streicheln

Streicheln ist beim Menschen als ein Teil von Zärtlichkeit eine der möglichen Formen der nonverbalen Kommunikation, die vor allem mit den Händen, aber auch einzelnen Fingern oder mit einem ganzen Arm, dem nackten Fuß oder sanft mit dem ganzen Bein, den Wangen, dem Mund oder dem Kopf und seinen Haaren, sowie mit leichten Gegenständen wie beispielsweise Federn oder Tüchern ausgeführt werden kann. Es ist in all diesen möglichen Variationen eine sanfte direkte oder indirekte Körperberührung, die Zuneigung ausdrücken soll und über den Tastsinn der Haut wahrgenommen wird. Streicheln betrifft den sozial-emotionalen Bereich zwischenmenschlicher Kommunikation, findet aber auch zwischen Mensch und Tier statt.
Zur Bedeutung und Akzeptanz des Streichelns, insbesondere in der Öffentlichkeit, existieren je nach Kulturkreis unterschiedliche soziale Normen.

## Ausdrucksformen
Streicheln ist für die vertrauensstärkende Entwicklung eines Kindes unerlässlich und wesentlicher Bestandteil einer gelungenen Bindung zwischen Eltern und Kind.
Im Tierreich entspricht es der sozialen Fellpflege, wie beispielsweise dem Lecken des Felles eines Jungtieres.
Es kann Ausdruck der Zuneigung zwischen Eltern und Kindern oder zwischen Menschen und handzahmen Tieren sein. Gelegentlich streicheln Menschen sogar unbelebte Gegenstände, die ihnen lieb und teuer sind.
Als eine Form körperlicher Intimität unter Liebenden ist Streicheln eine Ausdrucksform der Liebe. Das Streicheln der erogenen Zonen wird als Petting bezeichnet.

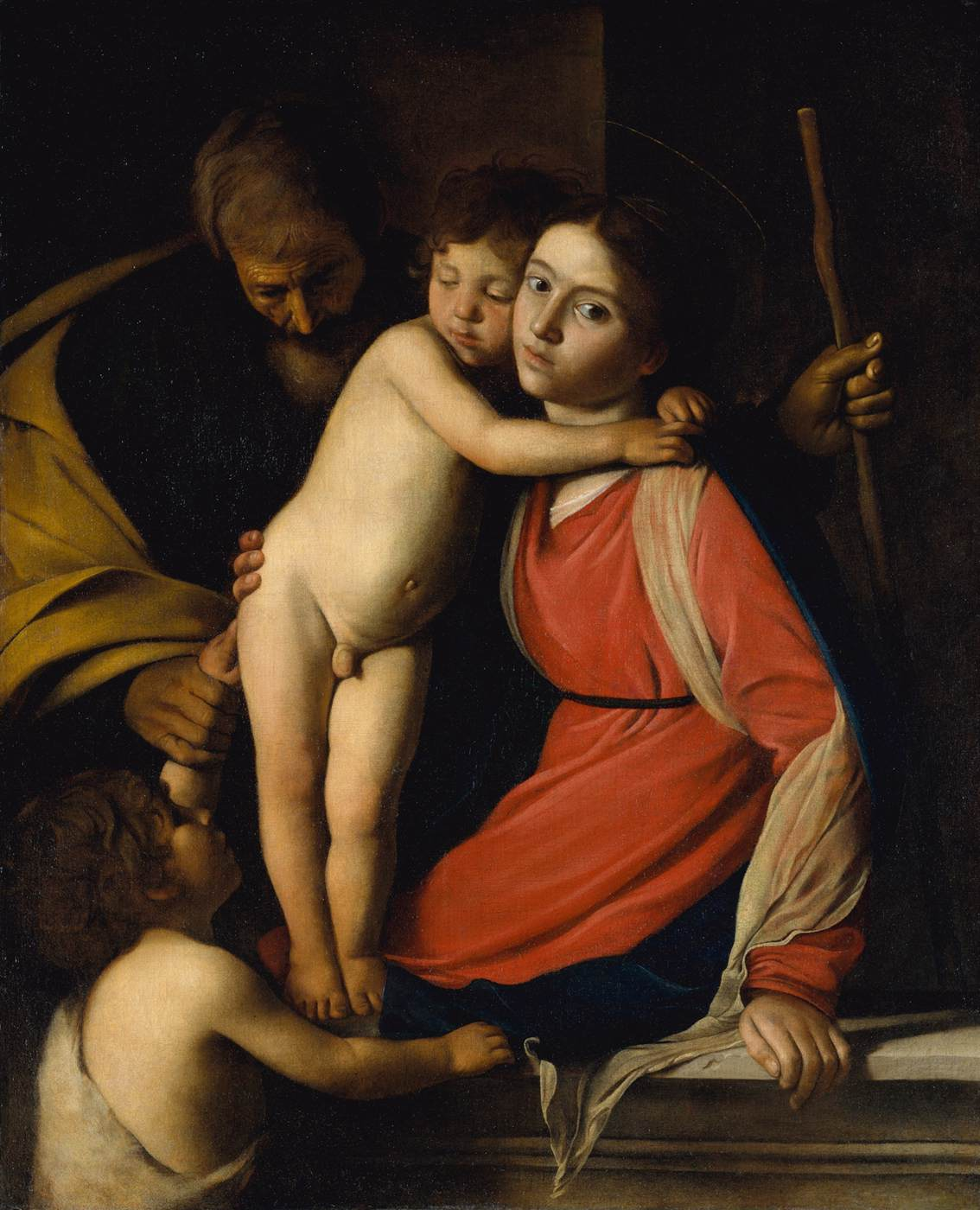
Hinführen zum Streicheln im Bild „The Holy Family With the Infant St. John the Baptist“ von Caravaggio
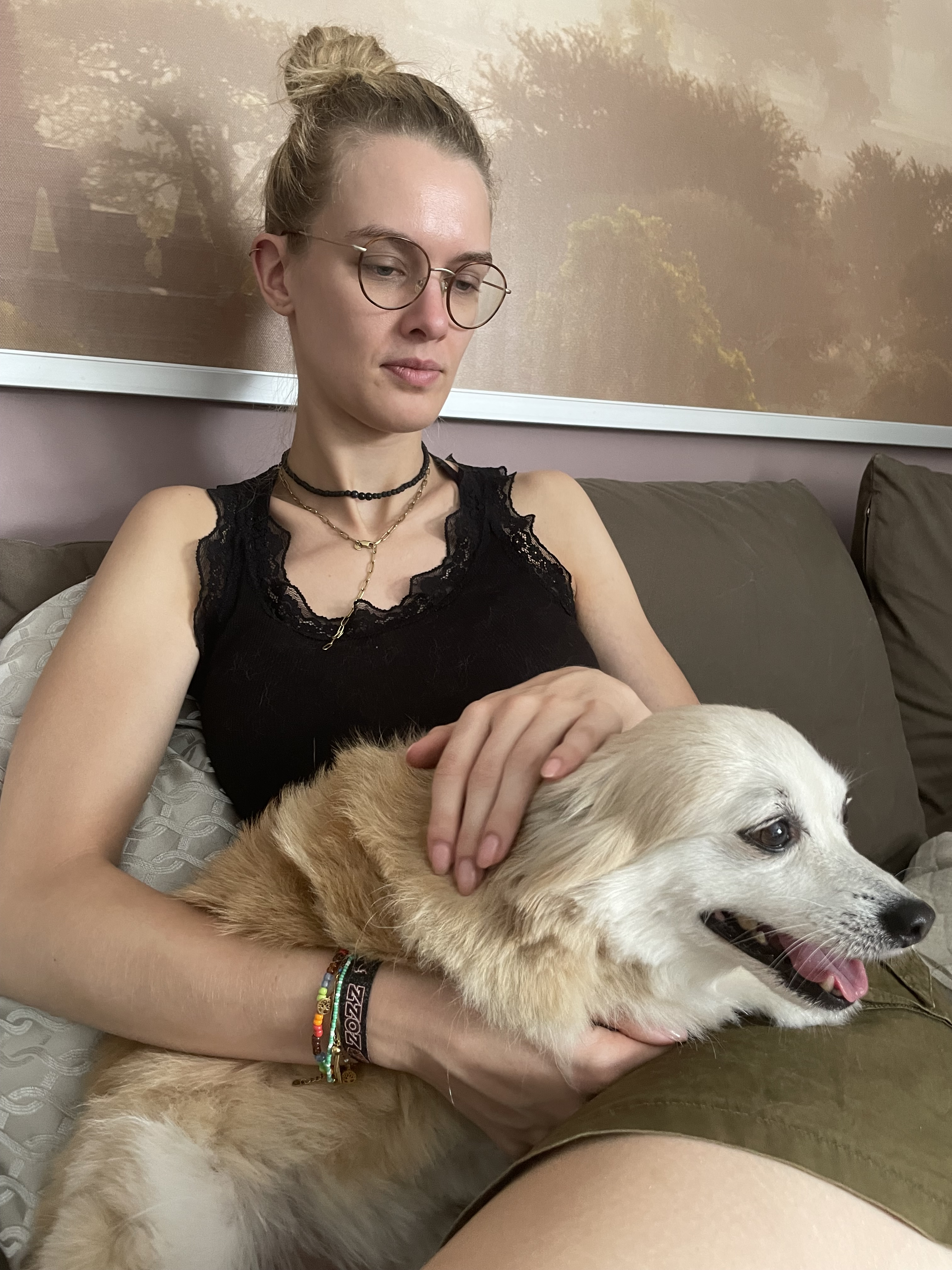
Frau streichelt Hund.

## Bedeutung des Tastsinns
Der Tastsinn auch Sensibilität, Gefühl oder Fühlen meint die Fähigkeit lebender Wesen, Berührungen, auch als taktile Reize bezeichnet, wahrzunehmen. Grundlage des Tastsinns ist der mechanische Anteil der Oberflächensensibilität. Die eher passive Wahrnehmung über den Tastsinn (lateinisch tactus) wird als taktil bezeichnet (Taktile Wahrnehmung), und das aktive Ertasten dagegen als haptisch (Haptische Wahrnehmung).

taktile und haptische Wahrnehmung
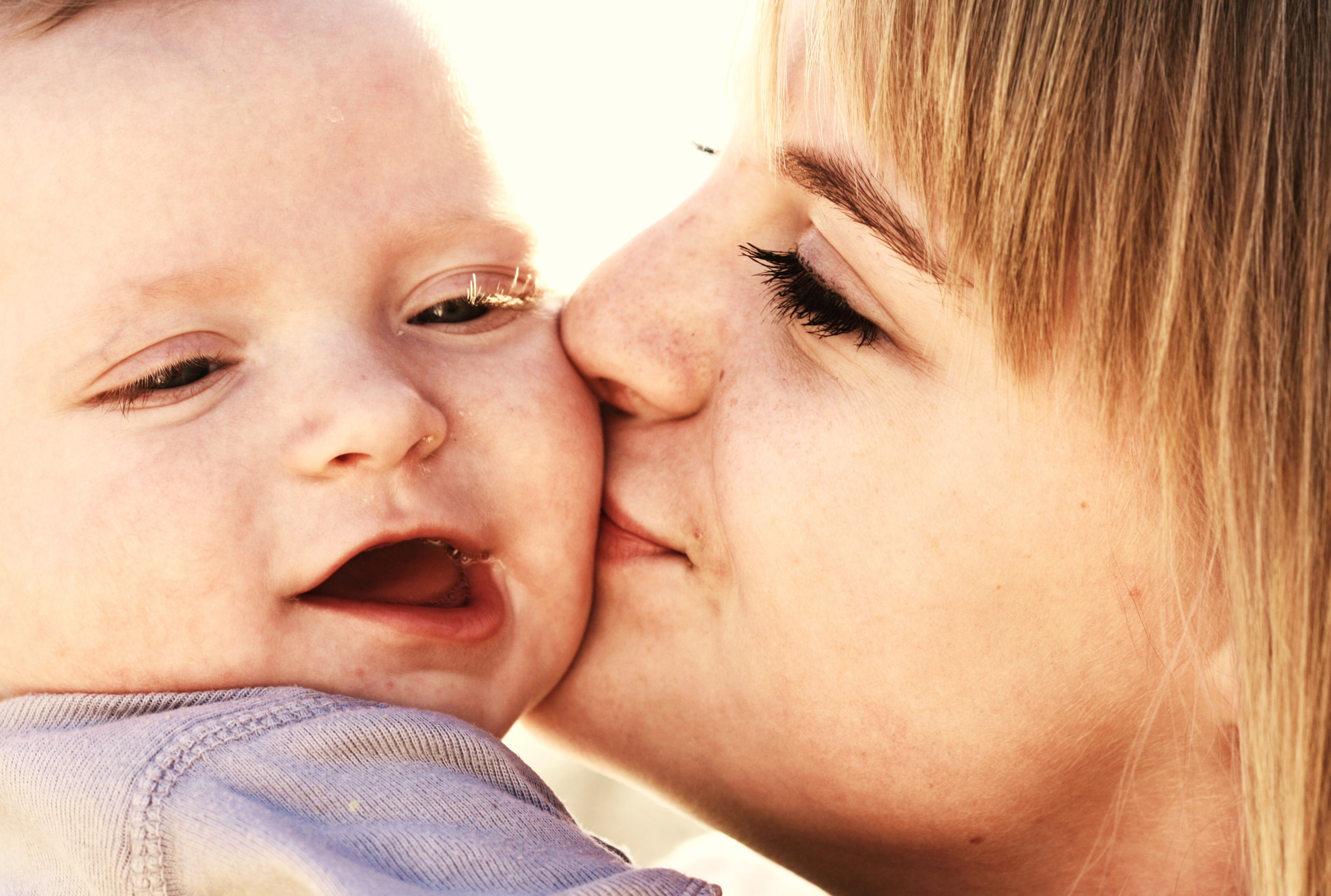
Zärtlichkeit erlebendes Kind → Taktile Wahrnehmung
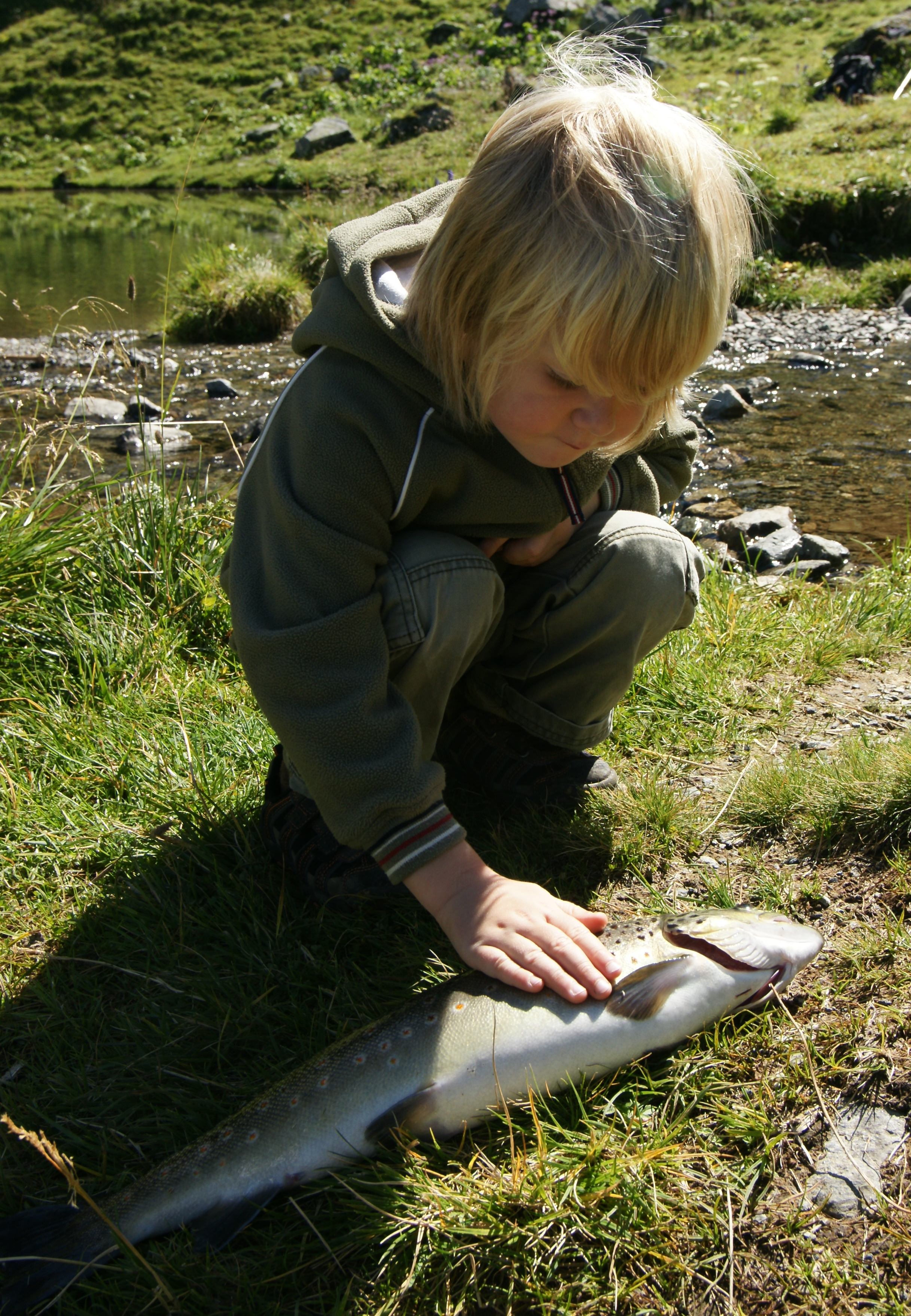
Aktives Ertasten eines Fisches → Haptische Wahrnehmung

Der Tastsinn entwickelt sich beim Menschen als erster Sinn ab dem zweiten Schwangerschaftsmonat der Embryonalentwicklung im Mutterleib. Die anderen Sinne, wie beispielsweise das Gehör (Auditive Wahrnehmung) und das Sehen (Visuelle Wahrnehmung), entwickeln sich deutlich später. So kann ein neugeborenes Baby nur etwa 30 cm weit sehen und der Gehörsinn ist erst nach vier Wochen voll ausgereift. Aber mit der Geburt empfindet ein Kind Temperaturunterschiede, trockene Luft und Bewegung durch die Pflegepersonen. Dieser Tastsinn ist besonders in den Lippen, der Zunge und den Fingerspitzen ausgeprägt. Berührungen zu erkennen und einzuordnen ist von daher die erste Sprache, die Menschen erlernen. Dabei ist die Unterscheidung von Selbst- und Fremdberührung ein erster wichtiger Schritt.
Die Taktile Wahrnehmung: dient der Wahrnehmung von Druck, Berührung und Vibrationen sowie der Temperatur. Das zuständige Sinnesorgan ist die Haut, und zwar sowohl deren Tast- als auch Wärme- und Kälterezeptoren. Die darüber aufgenommenen Reize lösen dort Reizimpulse aus, welche dann mit hoher Geschwindigkeit durch die taktilen Nervenfasern über das Rückenmark an das Gehirn für die äußere Wahrnehmung weitergeleitet werden, um bei drohender Gefahr – beispielsweise einer Verletzung – unverzüglich reagieren zu können.
Neben den taktilen Nervenfasern für die Weiterleitung von Schmerz-, Druck-, Vibrations- und Temperaturreizen sind seit den 1990er Jahren auch in der Haut befindliche C-taktile Fasern bekannt, welche bei Reizung die Informationen eher langsam an das Gehirn weiterleiten und nur für das Spüren von sanfter, zärtlicher Berührung ausschlaggebend sind. Die Haut ist also als ein soziales Organ anzusehen.
Nachdem der Berührungsreiz im Gehirn angekommen ist, wird er in Abhängigkeit der eigenen Erwartung und des jeweiligen Umfeldes (Kontextes) bewertet und dann gegebenenfalls als angenehm oder unangenehm empfunden. So wird eine physische Berührung, ob zärtlich oder nicht, von einer völlig unbekannten oder gar abgelehnten Person beziehungsweise einem derartigen Tier in der Regel als unangenehm empfunden und der/die Berührte verspürt unmittelbar den verstärkten Wunsch nach Abstand. Diese bei allen gesunden Menschen angelegte und damit natürliche psychologische Reaktion dient dem Selbstschutz.

## Neurophysiologische Wirkung
Die Bedeutung des Streichelns und dessen Einfluss auf die Gehirnfunktionen wurde durch den Biologen der Universität Montreal Michael J. Meaney in Tierversuchen nachgewiesen. Die Vermutung, dass diese Form der Berührung den Hippocampus stärkt und ihn zusätzlich für den Stressindikator Cortisol sensibilisiert, bestand schon länger. Durch Streicheln des Kindes, oder beim Tier durch Fellpflege und Lecken der Jungtiere, wird eine bestimmte chemische Verbindung im Organismus entkappt (wird demethylisiert), die ohne diese Zuwendung geschlossen bleibt. Die entkappte Verbindung hat nun die Möglichkeit zu neuen chemischen Reaktionen, die eine Stabilisierung gegenüber Stress bewirken.
Neuere Forschungen von Rebecca Böhme, Francis McGlone u.a: haben ergeben, dass auf neuronaler Ebene querverbindende Interneurone im dorsalen Horn des Rückenmarks zwischen den langsamen C-taktilen Nervenfasern und den für die Weiterleitung von Druck-, Vibrations- und Temperaturreizen verantwortlichen schnellen taktilen Nervenfasern existieren. Deshalb kann bei gleichzeitiger Signalweiterleitung in beiden unterschiedlichen Nervenfasern beispielsweise die Schmerzweiterleitung in Richtung Gehirn nach und nach abgeschwächt werden. Unmittelbar nach einer Verletzung leiten die taktilen Fasern den Schmerzreiz in hoher Geschwindigkeit an das Gehirn, damit der Körper gegebenenfalls unverzüglich Maßnahmen zur Gefahrenabwehr auslösen kann. Werden jedoch nach erfolgter Verletzung durch sanfte, zärtliche Berührungen auf der verletzungsnahen Hautumgebung die für diese Berührungsart empfänglichen C-taktilen Fasern erregt, gelangt dieser Reiz bei langsamer Weiterleitung zunächst bis ins Rückenmark, wo er einerseits autonom über die Interneuronen schon auf dieser Ebene die Schmerzweiterleitung der taktilen Fasern abschwächen kann. Ein weiterer Teil des Berührungsreizes kommt vom Rückenmark jedoch auch in das Gehirn, wo eine Bewertung des Berührungsreizes stattfindet. Fällt diese Bewertung positiv aus, so sendet das Gehirn Signale in umgekehrter Richtung zu den auch für diese Rücksignale empfänglichen Interneuronen im Rückenmark, die daraufhin die Schmerzsignale der taktilen Fasern verstärkt abschwächen können.
Diese neuronale Regulation würde bedeuten, dass beispielsweise nach einer kleinen Hautverletzung bei einem Kind das leichte Bepusten der Verletzungsstelle und/oder
ein sanftes, zärtliches Streicheln der verletzungsnahen Hautbereiche („heile, heile Wehchen/ Gänsje ...“) nicht nur auf psychologischer Ebene Trost spenden, sondern sogar auf neuronaler Ebene die Schmerzempfindung bei dem Verletzten verringern kann.

## Streicheln in Tiergestützter Therapie
Langzeitstudien belegen, dass der Körperkontakt mit Haustieren den Puls beruhigt und den Blutdruck senkt. Es wird vermutet, dass dabei Aggressionen und Stress abgebaut werden. Diese positive Wirkung von Tieren auf Menschen nutzt die Tiergestützte Therapie.

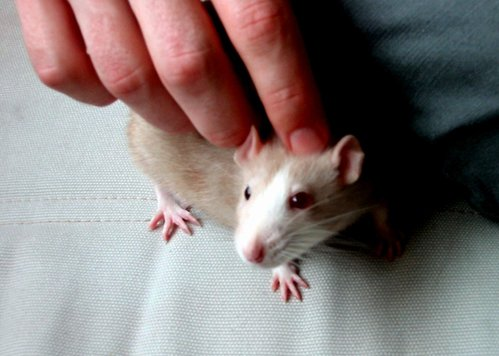
Streicheln einer Ratte
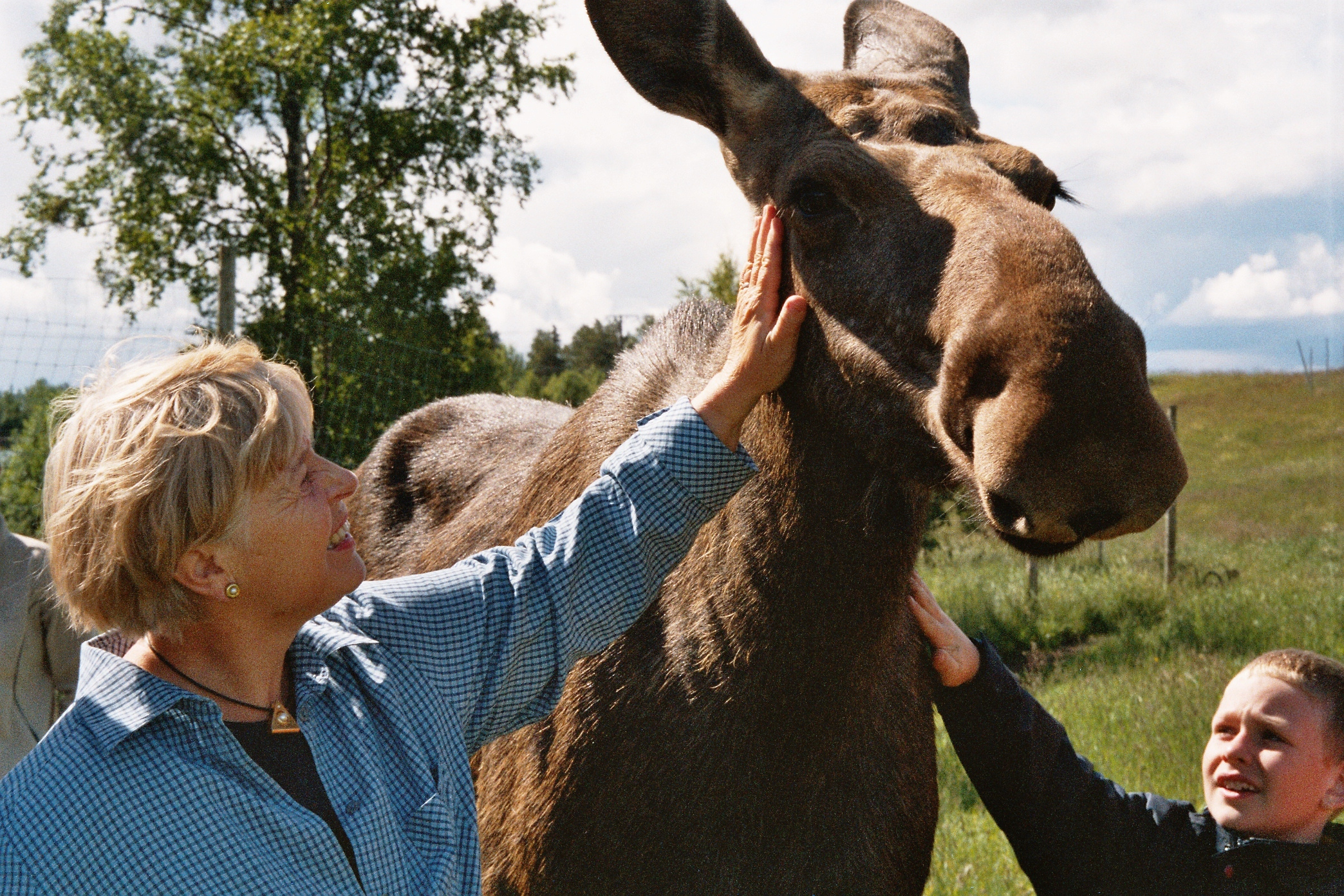
Streichel einer zahmen Elchkuh im Zoo
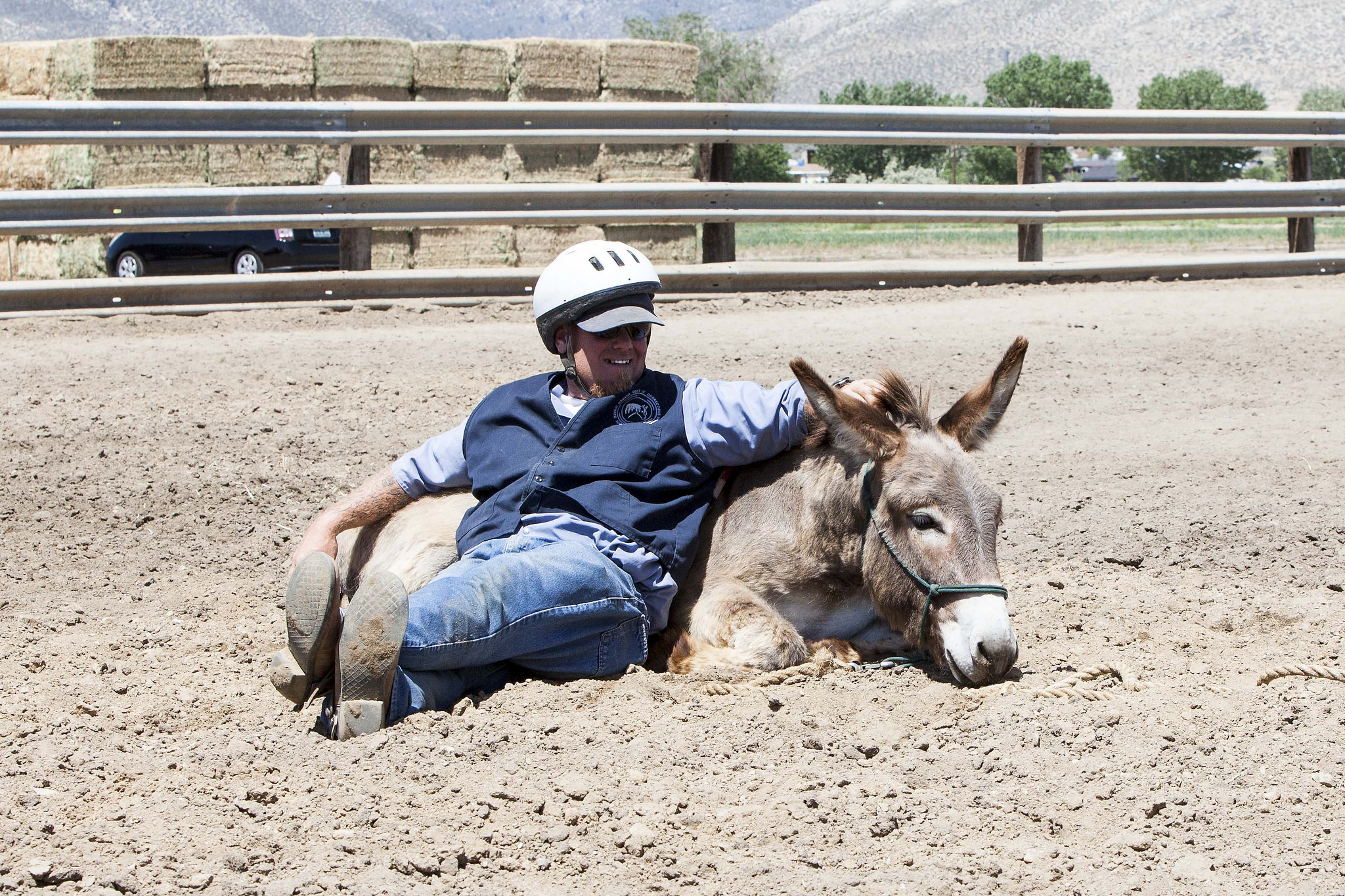
Streicheln eines Esels zur Beruhigung und Entspannung in einem Correctional Center
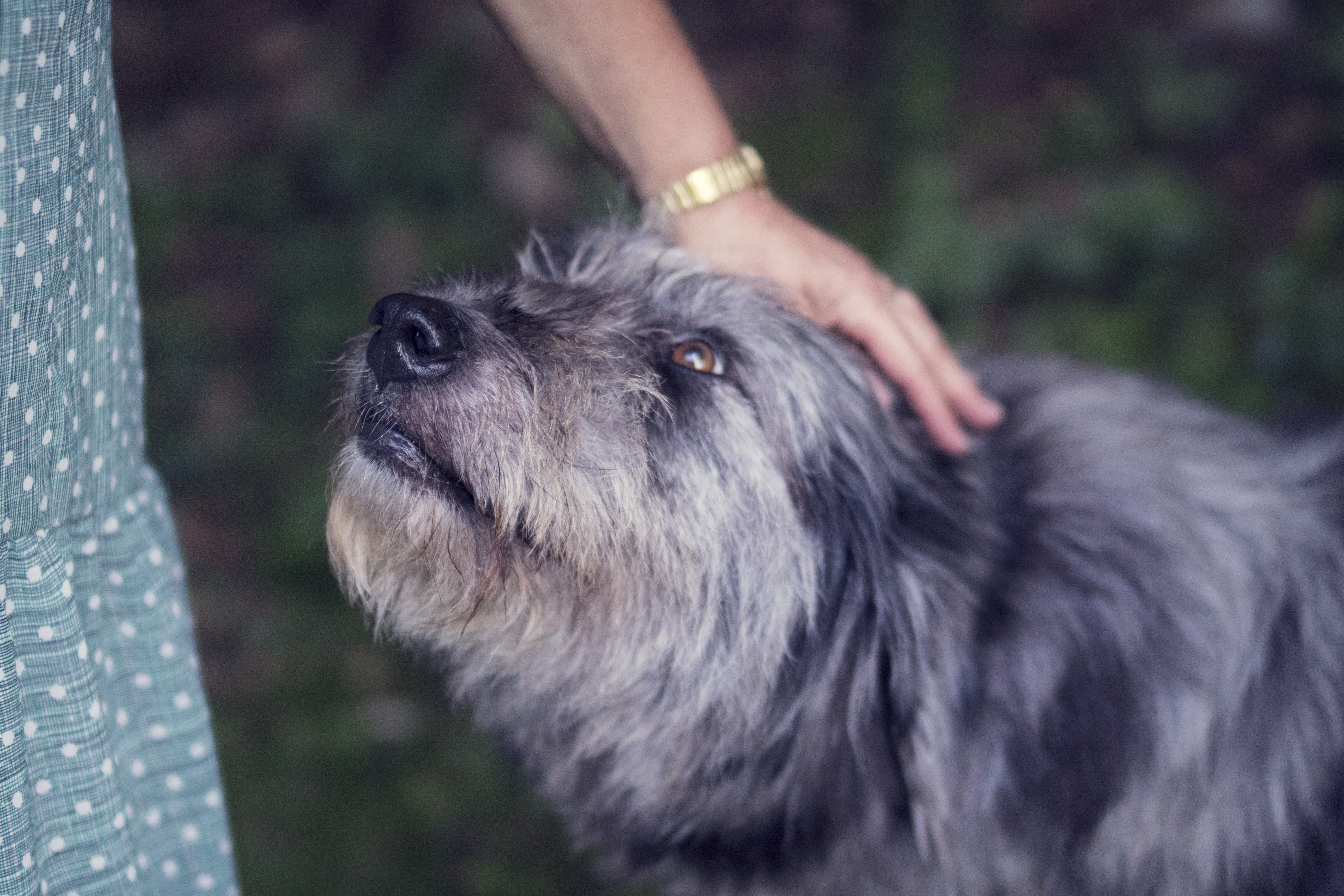
Streicheln eines Hundes

- siehe auch: Streichelzoo

## Streicheln in der Transaktionsanalyse
In der Transaktionsanalyse spricht man von Streicheln generell, wenn eine Person sich um eine andere kümmert und ihr Zuneigung entgegenbringt.
Hier ist der Begriff jedoch meist im übertragenen (nicht körperlichen) Sinne gemeint als psychische Zuwendung („Streicheleinheiten“).

## Geschichtliches
Auf der Suche nach der Ursprache vollzog im 13. Jahrhundert Kaiser Friedrich II. einen grausamen Menschenversuch. Auf seine Anordnung hin wurden Kleinkinder von ihren Ammen nur gesäubert und gefüttert, erfuhren aber keine Ansprache und körperliche Zuwendung wie Streicheln und Liebkosungen. Aufgrund der mangelnden menschlichen Zuwendung seien die Kinder frühzeitig gestorben. Dies ist durch den Franziskaner Salimbene von Parma in einer seiner sieben Chroniken dokumentiert.
Der amerikanische Psychiater Seymour Levine experimentierte 1957 mit Ratten, indem er ihnen durch so genanntes „Handling“ täglich 15 Minuten besondere Zuwendung zukommen ließ: Er nahm die Jungtiere aus dem Nest und streichelte sie. In der Auswirkung zeigte sich bei den erwachsenen Tieren ausgeprägt gelasseneres Verhalten und die Produktion von weniger Stresshormonen gegenüber den nicht gestreichelten Tieren. Auch wurden bei den gestreichelten Ratten nicht die Ratten-typischen Abbauerscheinungen des Gehirns festgestellt, die der menschlichen Alzheimer-Krankheit ähneln.